# Резолюция Совета Безопасности ООН 1042
Резолюция Совета Безопасности Организации Объединённых Наций 1042 (код — S/RES/1042), принятая 31 января 1996 года, подтвердив все предыдущие резолюции по Западной Сахаре, Совет обсудил План урегулирования для Западной Сахары и продлил мандат Миссии ООН по проведению референдума в Западной Сахаре (МООНРЗС) до 31 мая 1996 года.
Совет Безопасности ООН ещё раз подтвердил свою приверженность проведению референдума о самоопределении народа Западной Сахары, как это было принято как Марокко, так и Фронтом Полисарио. Была выражена озабоченность по поводу отсутствия прогресса в завершении Плана урегулирования, и обе стороны были призваны сотрудничать с МООНРЗС и Генеральным секретарем ООН Бутросом Бутросом-Гали в возобновлении процесса идентификации и определить пути создания доверия между собой.
В резолюции было поддержано намерение Генерального секретаря немедленно довести ситуацию до сведения Совета, если не будет достигнут прогресс, и в связи с этим рассмотреть планы по выводу МООНРЗС. Его просили представить к 15 мая 1996 года доклад о ситуации.